# Weihermühle (Emskirchen)
Weihermühle ist ein Gemeindeteil des Marktes Emskirchen im Landkreis Neustadt an der Aisch-Bad Windsheim (Mittelfranken, Bayern). Weihermühle liegt in der Gemarkung Brunn.

## Geografie
Bei der Einöde fließen der Moorgraben (rechts) und der Mühlbach (links) zum Floresbach zusammen, einen linken Zufluss der Mittleren Aurach. Im Nordwesten erhebt sich der Mühlberg, 0,5 km östlich des Ortes liegt das Waldgebiet Pfaffenzipfel. Ein Anliegerweg führt nach Brunn zur Staatsstraße 2414 (0,8 km nordwestlich).

## Geschichte
Der Ort wurde 1592 als „Mühle“ erstmals schriftlich erwähnt.
Gegen Ende des 18. Jahrhunderts gehörte die Weihermühle zur Realgemeinde Brunn. Das Anwesen hatte die Herrschaft Brunn als Grundherrn. Der Mühlbetrieb war zu dieser Zeit bereits eingestellt. Unter der preußischen Verwaltung (1792–1806) des Fürstentums Bayreuth erhielt die Weihermühle die Hausnummer 1 des Ortes Brunn.
Von 1797 bis 1810 unterstand der Ort dem Justizamt Markt Erlbach und Kammeramt Emskirchen. Im Rahmen des Gemeindeedikts wurde Weihermühle dem 1811 gebildeten Steuerdistrikt Brunn und der 1813 gegründeten Ruralgemeinde Brunn zugeordnet. Am 1. Januar 1972 wurde Brunn im Zuge der Gebietsreform in Bayern nach Emskirchen eingemeindet.

## Einwohnerentwicklung
| Jahr      | 001836 | 001840 | 001861 | 001871 | 001885 | 001900 | 001925 | 001950 | 001961 | 001970 | 001987 |
| Einwohner | 6      | 6      | 10     | 7      | 7      | 6      | 0      | 2      | 2      | 3      | 3      |
| Häuser    | 1      | 1      |        |        | 1      | 1      | 1      | 1      | 1      |        | 2      |
| Quelle    | [ 10 ] | [ 11 ] | [ 12 ] | [ 13 ] | [ 14 ] | [ 15 ] | [ 16 ] | [ 17 ] | [ 18 ] | [ 19 ] | [ 1 ]  |

## Religion
Der Ort ist evangelisch-lutherisch geprägt und bis heute nach St. Georg (Brunn) gepfarrt.